# Atelopus boulengeri
Atelopus boulengeri är en groddjursart som beskrevs av Mario Giacinto Peracca 1904. Atelopus boulengeri ingår i släktet Atelopus och familjen paddor. IUCN kategoriserar arten globalt som akut hotad. Inga underarter finns listade.